# NGC 7446
NGC 7446 ist eine elliptische Galaxie vom Hubble-Typ E im Sternbild Andromeda am Nordsternhimmel. Sie ist schätzungsweise 250 Millionen Lichtjahre von der Milchstraße entfernt.
Das Objekt wurde am 23. Oktober 1878 von dem Astronomen Édouard Stephan entdeckt.